# Chris van Veen
Christiaan van Veen, dit Chris van Veen, né le 19 décembre 1922 à Kootwijkerbroek et mort le 9 novembre 2009 à Wassenaar, est un fonctionnaire et homme politique néerlandais membre de l'Appel chrétien-démocrate (CDA). Il est notamment ministre de l'Éducation et de la Science entre 1971 et 1973, dans les deux cabinets de Barend Biesheuvel.

## Biographie

### Vie professionnelle
Après avoir été stagiaire au secrétariat général du village de Den Bommel entre 1939 et 1940, il est fonctionnaire au secrétariat général du village d'Oude-Tonge pendant les quatre années suivantes. Il travaille ensuite pour l'autorité militaire (qui exerce les fonctions du gouvernement néerlandais en exil) à Bruxelles.
En 1945, il rejoint le secrétariat général de la commune de Ryswick, où il est directeur du département des Affaires générales. Entre 1953 et 1958, il étudie le droit à l'université libre d'Amsterdam, où il est diplômé. Il devient secrétaire général de la commune d'Hoogeveen en 1960, puis de Groningue en 1964.

### Parcours politique
Membre de l'Union chrétienne historique (CHU), il est nommé en 1967 secrétaire d'État du ministère des Affaires intérieures, chargé de la Fonction publique, des Collectivités territoriales et de l'Organisation administrative. À l'occasion des élections législatives du 28 avril 1971, il est élu représentant à la Seconde Chambre des États généraux.
Le 6 juillet suivant, Chris van Veen est nommé ministre de l'Éducation et de la Science dans le premier cabinet de coalition du Premier ministre chrétien-démocrate Barend Biesheuvel. Il est confirmé dans ses fonctions lorsque Biesheuvel forme un gouvernement temporaire le 9 août 1972. À cette occasion, il récupère les fonctions exercées dans l'exécutif précédent par le ministre de la Politique scientifique, ministre sans portefeuille.

### Après la politique
Il quitte le cabinet le 11 mai 1973 et prend la vice-présidence de la Fédération des entreprises néerlandaises (VNO), l'organisation patronale historiquement proche du Parti populaire libéral et démocrate (VVD) le 1er septembre suivant. Il est élu président de la VNO le 1er janvier 1974. Exerçant cette fonction jusqu'au 1er novembre 1984, il est nommé conseiller d'État en service extraordinaire le 1er février 1985 et conserve ce titre huit ans.